# Mũi Kê Gà
Mũi Kê Gà còn được gọi là mũi Khe Gà, là một mũi đất ở xã Tân Thành, huyện Hàm Thuận Nam, tỉnh Bình Thuận (cũ), Việt Nam. Mũi Kê Gà có diện tích rộng khoảng 5 ha, thu hút đông đảo du khách bởi vô số các cụm đá hoa cương vàng lung linh và hàng trăm cây sứ đại thụ.

## Địa lý
Mũi đất Kê Gà nhô ra Biển Đông, cách thành phố Phan Thiết khoảng 40 km về phía tây nam. Mũi Kê Gà thực chất là một hòn đảo nhỏ cách đất liền khoảng 500 m, tục gọi là Hòn Bà. Khi thủy triều lên thì Kê Gà bị cách biệt như một hải đảo nhưng khi nước rút xuống thì một dải cát hiện ra nối mũi Kê Gà vào đất liền.

## Lịch sử
Vào thời Pháp thuộc năm 1897, thực dân Pháp cho dựng một ngọn hải đăng cao bằng đá với bình diện tháp hình bát giác ở Kê Gà. Đèn soi đặt ở mực 65 m hằng giúp tàu bè đi ngang cửa biển này. Ngọn hải đăng bắt đầu hoạt động năm 1900 và đến nay vẫn chiếu sáng. Tầm đèn hải đăng rọi xa hơn 20 hải lý. Ngọn hải đăng Kê Gà có hai thành tích: nó là ngọn hải đăng cao nhất (65m) ở Việt Nam và là ngọn hải đăng cổ nhất Việt Nam đồng thời cổ nhất Đông Nam Á . Năm 2010, có dự án xây hải cảng nước sâu tại Kê Gà để làm điểm chuyển vận cho hàng hóa nhất là khoáng sản nhôm từ Tây nguyên ra.